# Хіґасіне

38°25′53″ пн. ш. 140°23′28″ сх. д. / 38.43139° пн. ш. 140.39111° сх. д.
Хіґасіне́ (яп. 東根市, ひがしねし, МФА: [çigaɕine ɕi̥]) — місто в Японії, в префектурі Ямаґата.

## Короткі відомості
Розташоване в східній частині префектури, на півночі западини Ямаґата, на берегах річки Мідаре. Основою економіки є сільське господарство, городництво, вирощування яблук, вишні та хмелю. В місті розташований аеропорт Ямаґата та цілющі гарячі джерела Хіґасіне. Станом на 1 жовтня 2008 площа міста становила 207,17 км². Станом на 1 січня 2009 населення міста становило 46 250 осіб.